# Ставропольское восстание (1918)
Ставропольское восстание — офицерское восстане в г.Ставрополе, вспыхнувшее 27 июня 1918 года, спонтанно и преждевременно, как ответ на начавшиеся аресты и расстрелы, а также массовые убийства большевиками в июне-июле 1918 г. проживавших в городе офицеров и генералов. 
Восстание было быстро подавлено многократно превосходящими силами большевиков. Остатки восставших отступили к селу Татарка, где были окружены и в неравном бою убиты или взяты в плен, в числе захваченных были и братья Ртищевы. Они были казнены 28 июня 1918 года в Ставрополе на Ярмарочной площади у Успенского собора, тела их были вывезены за город и сброшены в овраг. После это место стали называть «Полковничий яр».